# Bergdietikon
Bergdietikon is een gemeente en plaats in het Zwitserse kanton Aargau en maakt deel uit van het district Baden.
Bergdietikon telt 2.523 inwoners.